# 岑國培
岑國培（Shum Kwok Pui，1970年8月11日—），是前香港足球運動員，曾效力南華多年，是1990年代香港數一數二的防守中場，持有亞洲足協A級足球教練牌照及日本足協C級訓練文憑，現時擔任南華足球隊U16教練及車路士足球學校教練。

## 球員生涯
出身於南華青年軍的岑國培，1990-91年度，被外借予「升班馬」駒騰初次在甲組亮相，表現相當不俗。
翌年便被南華收回，由於球隊當時欠缺出色的防守中場，岑國培迅即取得不少正選上陣機會，並成為南華1990年代著名防守中場。他與天才中場指揮官山度士一剛一柔的配合，為球隊贏得不少錦標，一直效力至2005年才掛靴。
2007-08年度，岑國培以37歲高齡復出，為接受足總邀請重返甲組的老牌球隊東方，擔任助教兼球員，表現獲得不俗評價，球季結束後再次掛靴。
2008-09年度，加盟空降甲組的新球隊天水圍飛馬，擔任助教一職。

## 教練生涯
岑國培在2016年成為愉園主教練。

## 國際賽
岑國培於1989年入選香港奧運足球代表隊，參加過1992年巴塞隆拿奧運足球預賽，其後亦曾多次入選香港足球代表隊。

## 個人榮譽
- 香港足球明星選舉最佳11人 兩次 (1993-1994、1995-1996季度)

## 外部連結
- 車路士足球學校(香港)官方網頁職員資料 （页面存档备份，存于）
- 培之綠茵場